# Волчье (Донецкая область)
Волчье (укр. Вовче) — село на Украине, находится в Покровском районе Донецкой области.
Код КОАТУУ — 1422781603. Население по переписи 17 июня 2024 года составляет 7 человека. Почтовый индекс — 85351. Телефонный код — 623.

## Известные уроженцы
- Волков, Пётр Тимофеевич — Герой Советского Союза.